# 川上・八草バイパス

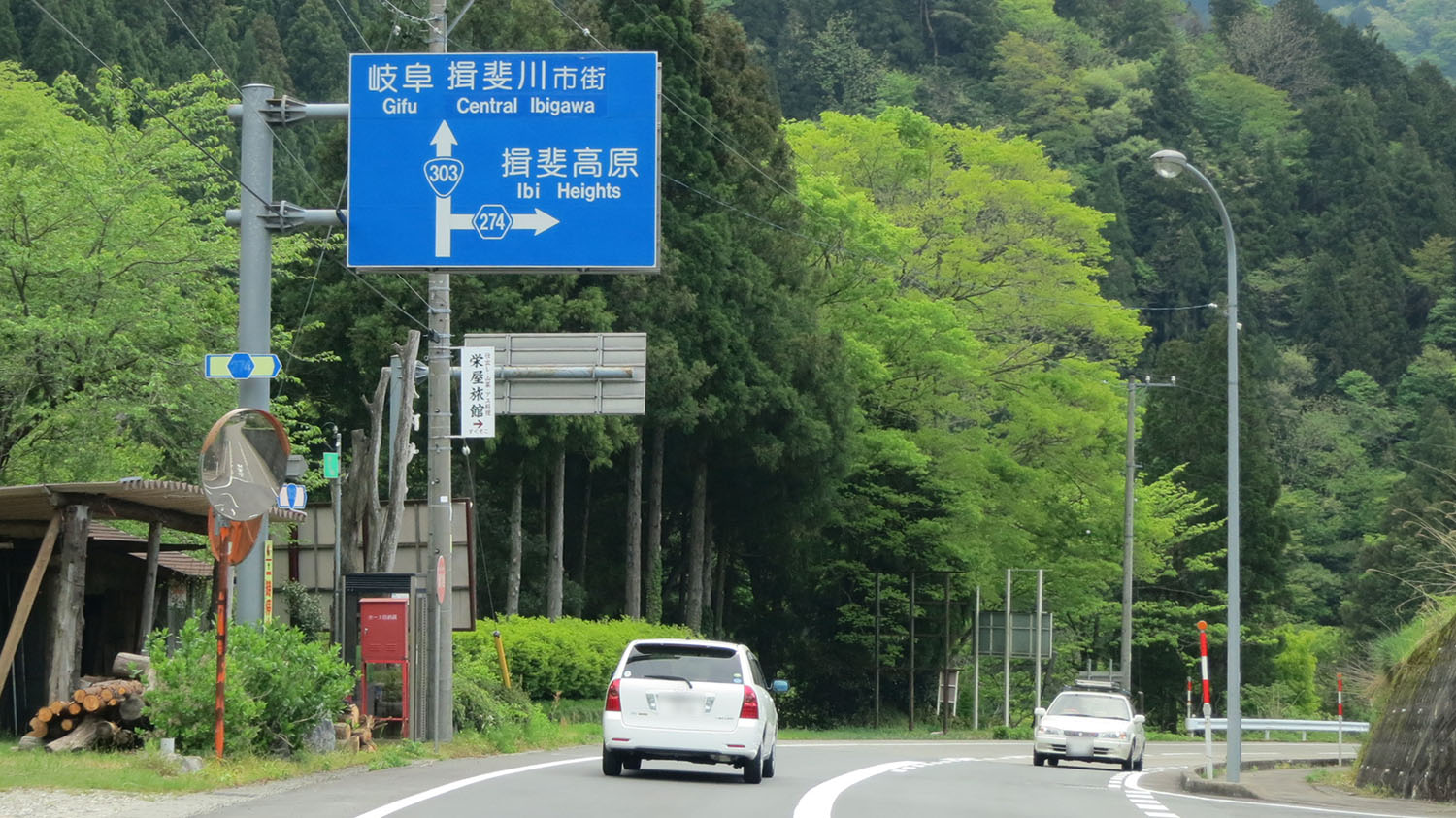
川上・八草バイパス
岐阜県揖斐郡揖斐川町坂内広瀬

川上・八草バイパス（かわかみ・はっそうバイパス）は、岐阜県揖斐川町の延長9.9kmの国道303号のバイパス道路である。

## 概要
当路線は狭隘区間が多く雪崩や落石の危険性も高く、また、豪雪地帯であり、県境部の八草峠は冬季通行止めになるため、バイパス道路の早期開通が望まれていた。バイパス整備事業は起点寄り4.6kmの八草工区と、終点寄り5.3kmの川上工区とに分けて進められていた。

### 路線データ
- 起点：岐阜県揖斐川町坂内広瀬（計画時・岐阜県揖斐郡坂内村広瀬[1]）
- 終点：岐阜県揖斐川町坂内川上（計画時・岐阜県揖斐郡坂内村川上[1]）
- 延長：L=9.9km
- 構造規格：第3種第2級
- 設計速度：60km/h
- 道路幅員：W＝9.00m（トンネル部7.5m）
- 車線数：2車線
- 車線幅員：W=3.5m
- 全体事業費：約146億円

### 交通量
- 川上トンネル付近 2000年（平成12年） 八草トンネル開通前 30（台/12h）
  - 2010年（平成22年）10月 バイパス全線開通後 712（台/12h）
- バイパス起点坂内広瀬地内 1999年（平成11年）11月 1076（台/12h）
  - 2005年（平成17年）10月 866（台/12h）
  - 2010（平成22年）10月 906（台/12h）

## 沿革
- 1986年（昭和61年）：事業化。用地着手[1]。
- 1987年（昭和62年）：工事着手[1]。
- 2001年（平成13年）4月:八草トンネル開通。
- 2004年（平成16年）：川上工区区間5.3km供用開始。供用済み延長 6.3 kmになる[1]。
- 2006年（平成18年）:八草工区2.1km区間開通。
- 2008年（平成20年）:八草工区0.6km区間開通。
  - 11月14日:全線開通